# Universidad de Alicante
La Universidad de Alicante (en valenciano, Universitat d'Alacant; en siglas, UA) es una universidad pública española con sede en San Vicente del Raspeig (Alicante). Fue creada en 1979 sobre la estructura del Centro de Estudios Universitarios que comenzó a funcionar en 1968 y como heredera de la Universidad de Orihuela de 1569.
Ofrece actualmente más de cincuenta titulaciones oficiales y propias de grado y posgrado. Cuenta con más de setenta departamentos universitarios y unidades y grupos de investigación en áreas de ciencias sociales y jurídicas, experimentales, tecnológicas, humanidades, educación y ciencias de la salud, así como con cinco institutos de investigación. Además, posee una extensa variedad de servicios.
En el curso 2017/2018 contaba con 20.424 alumnos entre todas sus titulaciones, siendo la tercera mayor universidad en número de alumnos de las cinco que conformaban el sistema universitario público de la Comunidad Valenciana y la primera a nivel provincial.

## Facultades y escuelas
La Universidad de Alicante está formada por los siguientes centros docentes:
- Facultad de Ciencias Económicas y Empresariales.
- Facultad de Ciencias.
- Facultad de Ciencias de la Salud.
- Facultad de Derecho.
- Facultad de Educación.
- Facultad de Filosofía y Letras.
- Escuela Politécnica Superior.
- Escuela de Doctorado.

## Otros centros
Otros centros son:
- Centro de Formación Permanente.
- Centro de Estudios Iberoamericanos Mario Benedetti.
- Instituto de Ciencias de la Educación.
- Instituto Iberoamericano de Estudios Constitucionales.
- Instituto Valenciano de Investigaciones Económicas.
- Universidad Permanente.
- Escuela Universitaria de Relaciones Laborales de Elda.

## Institutos universitarios
La Universidad de Alicante cuenta con los siguientes institutos universitarios:
- Instituto interuniversitario Desarrollo Social y Paz.
- Instituto interuniversitario Economía Internacional.
- Instituto interuniversitario Filología Valenciana.
- Instituto interuniversitario Geografía.
- Instituto interuniversitario Lenguas Modernas Aplicadas.
- Instituto multidisciplinar para el Estudio del Medio "Ramón Margalef" (IMEM).
- Instituto universitario Agua y Ciencias Ambientales.
- Instituto universitario Electroquímica.
- Instituto universitario Física Aplicada a las Ciencias y las Tecnologías.
- Instituto universitario Ingeniería de los Procesos Químicos.
- Instituto universitario Biodiversidad CIBIO.
- Instituto universitario Investigación Informática.
- Instituto universitario Investigaciones Turísticas.
- Instituto universitario Materiales.
- Instituto universitario Síntesis Orgánica.

## Campus

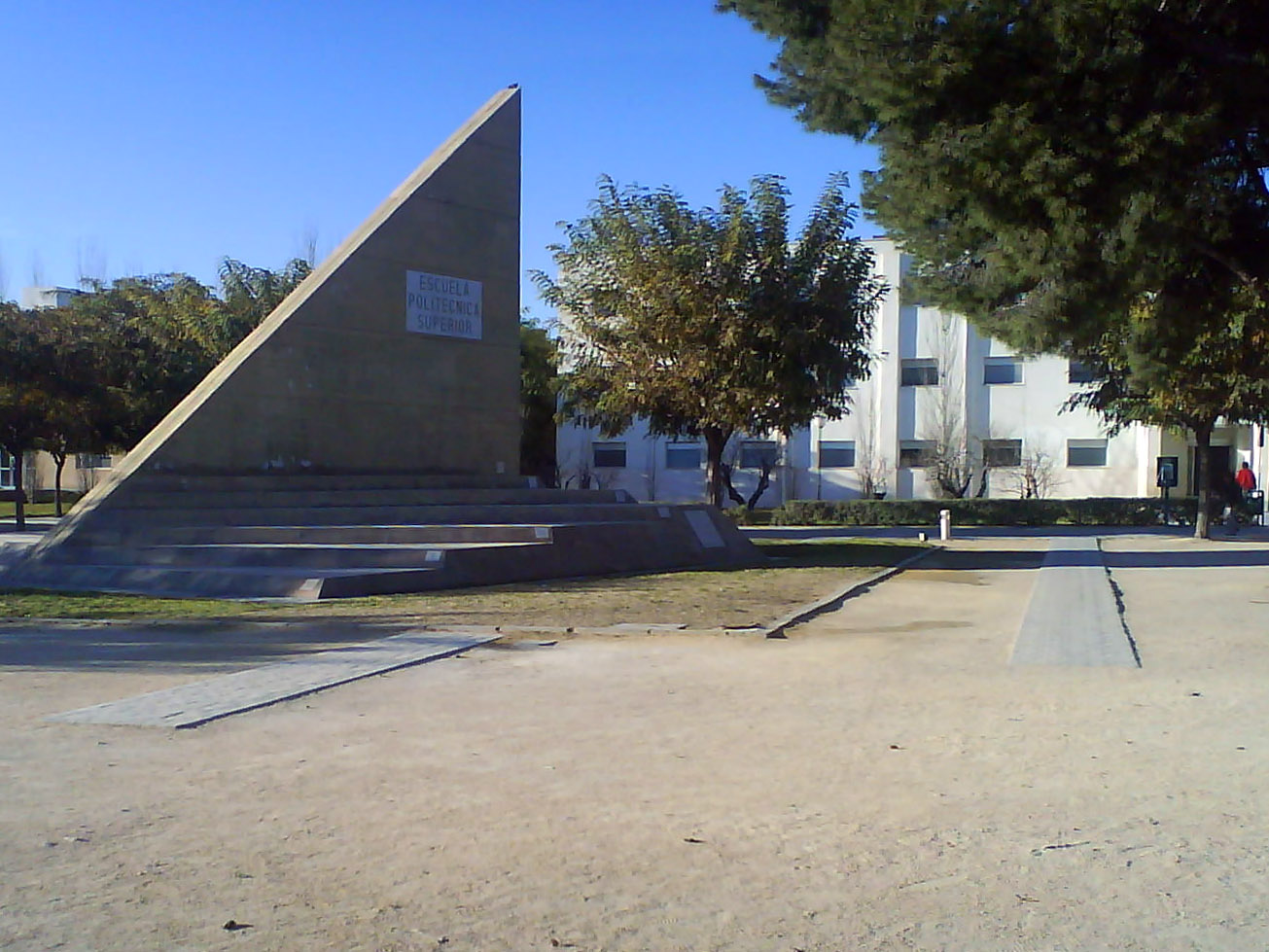
Reloj solar junto al edificio de la Escuela Politécnica Superior I

Aunque la Universidad de Alicante tiene el campus en San Vicente del Raspeig, junto a la ciudad de Alicante, también dispone de varias sedes repartidas por la provincia de Alicante. El Centro Coordinador de las Sedes Universitarias gestiona las sedes de Alicante, Benisa, Biar, Concentaina, Jijona, La Marina, La Nucía, Orihuela, Villena.
Estas sedes están ubicadas en edificios que forman parte del patrimonio histórico o artístico de las respectivas localidades, sometidos a rehabilitación y adaptación. En ellas se realizan seminarios y conferencias, complementando la oferta del campus. En ocasiones puntuales también se llevan a cabo actividades en Elda o Callosa de Ensarriá.

### Parque científico
El Parque Científico de Alicante surgió en 1998 impulsado por el equipo rectoral de la Universidad de Alicante. Tras varios años de retraso, se inició la construcción con la colocación de la primera piedra el 12 de julio de 2006. El parque está ubicado junto al campus universitario, se concibe como un espacio de excelencia e innovación para incentivar las relaciones empresa-universidad y dinamizar la transferencia de tecnología y la competitividad del sistema económico. Se trata de una organización gestionada por profesionales especializados, cuyo objetivo fundamental es incrementar la riqueza de nuestra comunidad promoviendo la cultura de la innovación y la competitividad de las empresas e instituciones generadoras de saber instaladas en el parque o vinculadas a él.
Actualmente está construido el edificio de naves incubadoras, los servicios técnicos de investigación, las naves de apoyo técnico, el invernadero, el animalario y el laboratorio de Petrología Aplicada.
El Parque Científico de Alicante estimula y gestiona el flujo de conocimiento y tecnología entre universidades, instituciones de investigación, empresas y mercados; impulsa la creación y el crecimiento de empresas innovadoras mediante mecanismos de incubación y proporciona otros servicios de valor añadido así como infraestructuras e instalaciones de gran calidad.

### Tranvía eléctrico
En febrero de 2009 se anunció que se instalará un tranvía eléctrico que en el plazo de cinco años atravesará el recinto universitario desde la CV-828, donde se sitúa la parada Universidad de la línea 2 del TRAM Metropolitano de Alicante, hasta enlazar con la zona de ampliación del campus al otro lado de la A-77, junto a la estación Universidad de Alicante de la línea 3 de Cercanías Renfe.

### TRAM Metropolitano de Alicante
Mediante la línea 2 del TRAM Metropolitano de Alicante, la universidad está conectada con Alicante y San Vicente del Raspeig. Se prevé que esta línea tenga más de 3 millones de usuarios anuales desde el primer año en funcionamiento y que sea el desplazamiento perfecto para ir a la UA al tardar unos 25 minutos en llegar desde el centro de Alicante.  Esta línea se puso en funcionamiento el miércoles 4 de septiembre de 2013. Presta servicio desde las 6:00 hasta las 23:00 con una frecuencia regular de unos 15 minutos, servicio reducido cada 30 minutos (la primera y última hora del día) y refuerzos en horas punta cada 8 minutos.

### Cercanías RENFE
La línea C-3 de Cercanías Alicante tiene una estación (Universidad de Alicante) en las proximidades del recinto universitario, dispone de un bus lanzadera gratuito, la línea se ampliará tras la llegada del AVE a Alicante hasta Villena.[cita requerida]

## Deportes

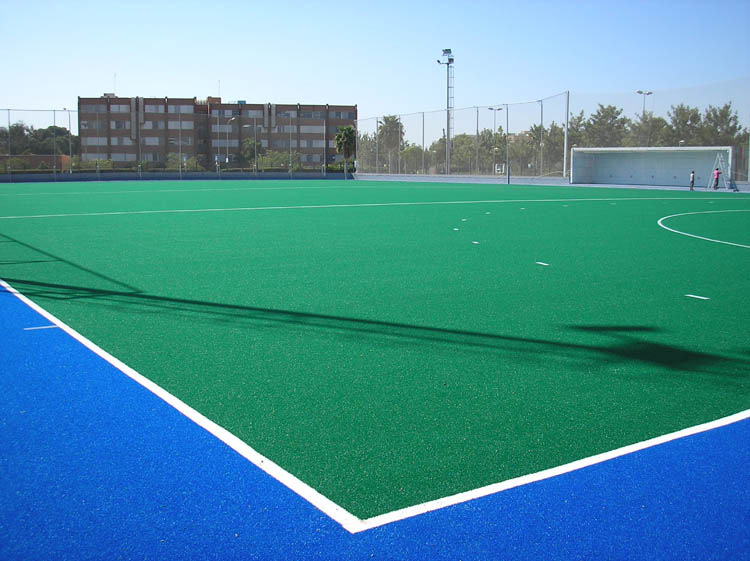
Campo de Hockey de la UA

La Universidad de Alicante posee una importante actividad deportiva, en la que dan preferencia al equipo de fútbol federado Club Deportivo Universidad de Alicante que juega en las categorías regionales de la Comunidad Valenciana. Por otro lado, en la Universidad, podemos encontrar distintas instalaciones deportivas exteriores como 3 pistas de tenis, una pista de baloncesto, un campo de hierba artificial para hockey, un campo de hierba artificial para rugby y fútbol, una pista de atletismo, un circuito natural, 3 pistas de pádel y una pista de voley-playa. En cuanto a instalaciones interiores podemos encontrar una pista central polideportiva para practicar balonmano, fútbol sala y hockey sala, baloncesto y voleibol. También destacar una piscina climatizada, 4 pistas de squash, un gimnasio de musculación, un gimnasio de usos diversos, una aula didáctica, una sala de tenis de mesa, 2 salas para usos múltiples (esgrima, aeróbic, bailes de salón), un tatami de artes marciales 12 x 12 y un rocódromo de desplomes.
Fuera del recinto universitario cabe destacar también la existencia de un equipo de remo, cuyas instalaciones se encuentran emplazadas en el Real Club de Regatas de Alicante.

## Rectores
Rectores de la Universidad de Alicante
| Rector                   | Año inicio | Año fin |
| ------------------------ | ---------- | ------- |
| Antonio Gil Olcina       | 1979       | 1985    |
| Ramón Martín Mateo       | 1985       | 1993    |
| Andrés Pedreño Muñoz     | 1993       | 2001    |
| Salvador Ordóñez Delgado | 2001       | 2004    |
| Ignacio Jiménez Raneda   | 2005       | 2012    |
| Manuel Palomar Sanz      | 2012       | 2020    |
| Amparo Navarro Faure     | 2020       | -       |

## Honoris causa
El título de doctor honoris causa ha sido entregado a diversas personalidades, como Severo Ochoa, Joaquín Rodrigo, Antonio Samaranch Torelló, Eduardo Chillida, María del Carmen Andrade Perdrix o Linda Darling-Hammond y Robert Alexy.
Destaca el caso de Rodrigo Rato, que aun siendo aprobado su nombramiento, la presión popular logró paralizar la causa.

## Publicación de datos
En 2019 varios miembros de la entidad se opusieron a la eliminación de datos históricos en el caso de Miguel Hernández.